# Лачен Сонам Лодро
Лачен Сонам Лодро (тиб. བླ་ཆེན་བསོད་ནམས་བློ་གྲོས; 1332– 1362) — останній діші (імператорський наставник) Тибету в 1358—1362 роках. Відомий також як Сонам Лодро Г'ялцен.

## Життєпис
Походив з аристократичного роду Чжамьянгон з клану Кхен. Син Кюнга Лекпа Юнне Г'ялцена, діші Тибету, та Пенбо Кендюн Бум. Народився 1332 року в Ханбалику. Здобув класичну освіту школи Сак'я з тибетського буддизму.
1347 року отримав титул бейлан-вана(на кшталт віцекороля) тибетських областей Кхам, Амдо і У-Цанг. Проте з огляду на малий вік панував суто номінально. 1358 або 1359 року призначається на посаду діші. Втім з огляду на фактичну втрату владу школи Сак'я в Тибеті та кризу в імперії Юань не мав якоїсь влади івпливу. Помер 1362 року.